# استان جزایر ایونی
استان جزایر ایونی (به یونانی: Περιφέρεια Ιονίων Νήσων) یکی از سیزده استان یونان است. این استان شامل منطقهٔ تاریخی جزایر ایونی است، به استثنای جزیرهٔ کیدرا که به استان آتیک تعلق دارد.

## مدیریت
استان جزایر ایونی در اصلاحات مدیریتی سال ۱۹۸۷ تأسیس شد و شامل شهرستان‌های کورفو، کفالونیا و ایداکا، لفکادا و زاکیندوس بود.
با اجرای طرح کالیکراتیس، قدرت و اقتدار این استان افزایش یافت. این استان به همراه استان‌های یونان غربی و پلوپونز توسط هیئت تمرکززدایی پلوپونز، یونان غربی و جزایر ایونی که مقر آن در پاتراس است نظارت می‌شود. مرکز این استان کورفو است و به ۵ واحد استانی تقسیم می‌شود:
- کورفو
- ایداکا
- کفالونیا
- لفکادا
- زاکیندوس

استان‌دار جزایر ایونی از ۱ ژانویه ۲۰۱۱، اسپیروس اسپیرو است که در انتخابات شورای محلی نوامبر ۲۰۱۱ از حزب دموکراسی نوین برگزیده شد.